# Camponotus nipponicus
Camponotus nipponicus är en myrart som beskrevs av Wheeler 1928. Camponotus nipponicus ingår i släktet hästmyror, och familjen myror. Inga underarter finns listade.